# Ultrafilter
Inom matematiken, framförallt i mängdteori och modellteori är begreppet ultrafilter ett sätt att formalisera idén om en "stor" delmängd av en mängd M.

## Definition
Given en mängd M är ett filter F på M en icke-tom mängd av delmängder till M som satisfierar följnade villkor:
1. Om {\displaystyle U\in F} och {\displaystyle U\subseteq V} är {\displaystyle V\in F}
2. Om {\displaystyle U\in F} och {\displaystyle V\in F} är {\displaystyle U\cap V\in F}

Ett filter F på M säges vara ett ultrafilter om det är maximalt, d.v.s. om följande villkor är uppfyllt:
1. För varje {\displaystyle A\subseteq M} gäller {\displaystyle A\in F} eller {\displaystyle M\backslash A\in F}

Ett ultrafilter F på M säges vara principiellt om det finns ett element {\displaystyle m\in M} så att:
- {\displaystyle F_{m}=\{A\subseteq M\mid m\in A\}}.

## Existens
Ett principiellt ultrafilter på en mängd M existerar trivialt för varje {\displaystyle m\in M}. Med hjälp av urvalsaxiomet kan man visa att det på varje oändlig mängd finns ett icke-principiellt ultrafilter.

## Användning
Ultrafilter används för att konstruera ultraprodukter, som används i mängdteori och modellteori.